# Paraliparis nigellus
Paraliparis nigellus is een straalvinnige vissensoort uit de familie van de slakdolven (Liparidae). De wetenschappelijke naam van de soort is voor het eerst geldig gepubliceerd in 2008 door Chernova & Møller.